# Sinagoga de Wadi Qelt
La Sinagoga de Wadi Qelt es un antiguo edificio religioso parte del complejo de palacios inviernales reales al oeste de Jericó. Se trata de la sinagoga más antigua conocida que se ha encontrado nunca. Data de entre 70 y 50 aC , y fue construida como parte de un grupo de edificios reales de invierno de los Macabeos en el oasis en el desierto cálido de Jericó.
La sinagoga fue descubierta por una excavación dirigida por Ehud Netzer.
La sinagoga era un modesto edificio de piedra y ladrillo quemado por el sol . Incluía un baño ritual y un pequeño patio rodeado de siete u ocho habitaciones con una sala principal rectangular de 53 por 37 pies. La sala estaba rodeada por una columnata con plataforma la cual estaba a casi dos pies sobre el suelo de la nave. Esto proporcionó capacidad para cerca de 70 personas.